# Tatebal
Tatebal is een bestuurslaag in het regentschap Sumbawa van de provincie West-Nusa Tenggara, Indonesië. Tatebal telt 1239 inwoners (volkstelling 2010).